# 언더우드 국제대학
언더우드국제대학(Underwood International College, 이하 UIC) 은 연세대학교 서울(신촌)캠퍼스 소속의 단과대학이다.
UIC는 모든 수업이 영어로 진행되는 유일한 단과대학으로, 세계 유수의 대학과 경쟁하는 수준의 학부교육을 제공하기 위한 프로그램을 개발하고 제공한다.
2006년 언더우드국제학부로 시작해 꾸준히 그 규모를 키운 후 현재는 3개의 학부, 16개의 전공으로 이루어진 단과대학이다. 신입생 규모로는 공과대학의 바로 뒤인 2위로, 매년 400+명의 학생들이 넘게 입학하고 있다.

## 역사

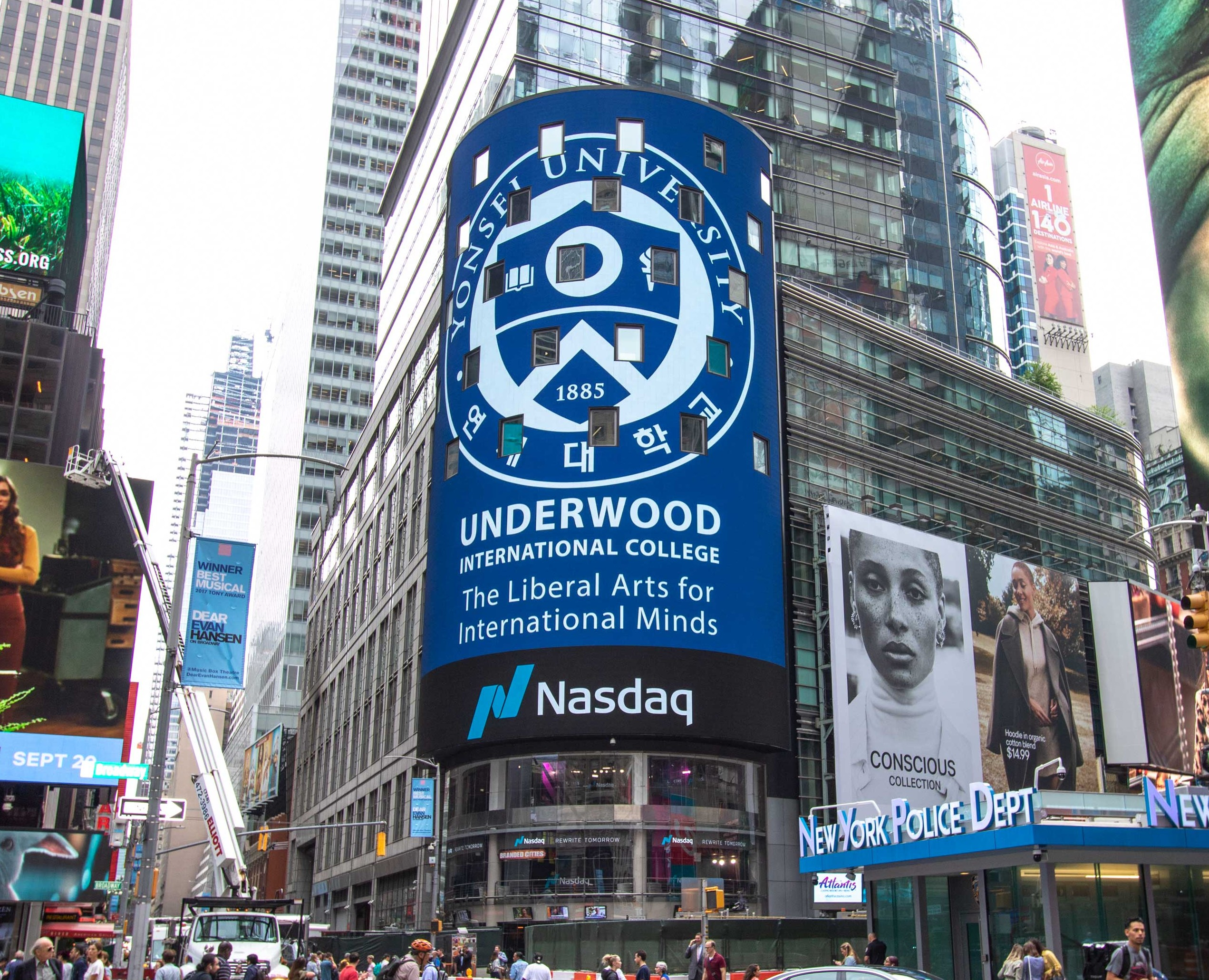
언더우드국제대학의 뉴욕 타임스퀘어 광고(2019)

UIC의 모태인 언더우드국제학부는 2004년 8월에 기본계획안이 수립되어 2005년 2월에 연세대학교의 독립 학부로 설립되었다. 첫 학기는 2006년 3월 98명의 학생으로 시작하였으며, 모든 전공과 교양 수업이 영어로 진행되었다.
2006년 10월에 학부라는 단위명 대신 언더우드국제대학으로 승격되었다. 언더우드국제대학은 국제학 또는 연관 분야만을 다루는 국내 타교의 국제학부와 달리 비교문학과문화, 경제학, 국제학, 정치외교학, 생명과학공학 전공 등 언더우드국제학부라는 울타리 안에 사회과학과 인문학 그리고 생명과학까지 아우르는 다양한 학문의 영역을 포함하였다.
2008년에는 생명과학공학 (LSBT)전공과 같이 언더우드학부 이공계열 전공의 한 축을 담당하고 있던 융합정보공학 (IIT)이 폐과되었다. 비슷한 시기에 생겨난 공과대학의 글로벌융합공학부 때문이라는 추측이 있다.
2009년에는 송도 이전 논란이 시작되었다. 학생들과의 협의 없이 일방적으로 공개된 송도 이전 논란에 대해 연세대학교 역사상 최초로 영어 시위가 언더우드관 앞에서 진행되기도 했으며 결국 UIC가 2010년도에 개교하기로 예정된 국제캠퍼스로 가장 먼저 이전이 확정되었다. 2010년에 언더우드국제대학의 본부와 기존 학사단위를 신촌에 유지하면서 송도에서도 행정실과 새로운 전공들을 신설하기로 결정되었고, 2011년부터 의예과, 치의예과, 자유전공과 더불어 송도 국제캠퍼스에서 1학년 RC교육에 참여하게 되었다.
2012년에는 송도 국제캠퍼스에 아시아학부 (ASD) 가 신설되었으며, 3월에는 개학과 동시에 신설된 단독학부였던 테크노아트학부 (TAP -> TAD) 가 UIC에 통합이 되었다. 기존에 존재하던 신촌 UIC 전공들(CLC, ECON, IS, PSIR)은 언더우드학부 (UD) 로 변환되었다.
2013년에 국제대 학제개편 사태를 겪었다. 애당초 학교는 GCD라는 새로운 학부로 기존의 아시아학부, 테크노아트학부, 그리고 신설 예정이던 사회과학 전공들을 하나로 통합하려고 했으니, 이는 각 전공의 특색을 철처히 무시하고, 당시 설립된지 2년 밖에 안 되어 있던 아시아학부와 테크노아트학부를 기만하는 졸속행정으로 여겨져 큰 반발을 샀다. 총학생회, 국제대 학생회, 국제대 과학생회는 물론 해당 학부 학부모들까지도 사태에 개입하게 되면서, 본부에서는 연세대학교에서 2000년대 초반에 학생회/학생사회의 붕괴를 초래한 계열제도를 다시 도입하는 절충안을 내놓았고, 국제캠퍼스 기반의 융합인문사회계열 (HASS), 그리고 논란과는 별개로 융합과학공학부 (ISED)가 만들어지게 된다.
이로 인하여 2014년부터 UIC안에는 언더우드계열(UF), 융합인문사회계열(HASS), 융합과학공학계열(ISEF)로 총 3개 계열이 생겼으며, 언더우드 계열은 기존의 언더우드학부가 산하에 있고, HASS계열 산하로 아시아학부 (ASD), 테크노아트학부 (TAD)와 신설된 융합사회과학부가 (ISSD) 소속이 되어있고, ISEF 아래 융합과학공학부가 (ISED) 산하로 소속되어있다.
이로 인해 현재 언더우드국제대학은, 2006년 기존 언더우드학부 산하의 5개전공에서, 2012년 아시아+테크노아트학부까지 9개 전공, 2014년 융합사회과학/공학계열까지 해서 3계열, 5학부, 총 16개 전공을 아우르는 대형 단과대로 발돋움하게 되었다. 허나 이러한 대대적인 확장으로 인해 전공 커리큘럼이 존재하지 않는 등 많은 문제들 역시 생겨났다. 2013년 기존 법과대학을 대체하여 세워진 자유전공학부를 폐지하고 그 정원을 신설한 융합인문사회계열 (HASS)로 받았으며, 그 외에도 신촌캠퍼스의 공과대, 생명시스템대, 경영대, 상경대, 사회과학대, 문과대 등의 학과에서 정원을 받아 UIC를 확대하고 있어 다른 단과대학의 반발을 사기도 했다.
2016년 현재 인천시와의 송도 국제캠퍼스 학생 유지계약과는 별개로, 신촌 기반인 언더우드학부 (UD)를 포함한 국제대학의 모든 학부/계열의 정원을 확대하는 중이다.
2015년 10월에 언더우드국제대학이 설립 10주년을 기념해 학술행사와 만찬을 개최했다.

## 사명
UIC의 공식 웹사이트에서 발췌함:
UIC는 다양한 문화적 배경을 가진 여러 나라의 학생들을 대상으로, 다음과 같은 교육적 지표를 통해 세계 수준의 Liberal Arts 교육을 제공하는 것을 목적으로 한다.
- 창의적인 사고
  - 비판적 사고에 근거하는 독립적이며 감정적인 이해
  - 문제 해결 능력
  - 효과적인 의사소통 능력

- 민주 시민의식
  - 사회 공익에 기여
  - 관용, 정중함, 다양성의 존중
  - 책임감 있는 시민으로서의 참여

- 세계화된 리더십
  - 국제 정세에 대한 이해와 균형 잡힌 이해
  - 국제적 가치에 기반한 지역적, 그리고 국제적 참여
  - 동아시아 및 타 문화적 전통간의 유대감 형성 능력

## 학부 및 학과
언더우드학부 (UD - Underwood Division)
인문사회:
- 비교문학과문화 (CLC - Comparative Literature and Culture)
- 경제학 (ECON - Economics)
- 국제학 (IS - International Studies)
- 정치외교학 (PSIR - Political Science and International Relations)

공학:
- 생명과학공학 (LSBT - Life Science and Biotechnology)
- 융합정보공학 (IIT)  *2008년 폐과, IIT 전공 학생들은 연세대학교 내 희망하는 학과로 전과하는 것으로 합의되었음

융합인문사회과학부 (HASS - Humanities, Arts, and Social Sciences Division)
- 아시아학 (AS - Asian Studies)
- 문화디자인경영 (CDM - Culture Design Management)
- 창의기술경영 (CTM - Creative Technology Management)
- 정보인터랙션디자인 (IID - Information Interaction Design)
- 사회정의리더십 (JCL - Justice and Civil Leadership)
- 계량위험관리 (QRM - Quantitative Risk Management)
- 지속개발협력 (SDC - Sustainable Development and Cooperation)
- 과학기술정책 (STP - Science, Technology, and Policy)

융합과학공학부 (ISED - Integrated Science and Engineering Division)
- 바이오융합 (BC - Bio-Convergence)
- 에너지환경융합 (EESE - Energy & Environmental Science Engineering)
- 나노과학공학 (NSE - Nano Science and Engineering)

UIC는 한국학 부전공을 제공하며, 창의적 글쓰기를 운영한다.

## 학생 및 교수진
2016년 3월에 약 2000명의 UIC 학생이 등록되어 있다. 처음에 대부분의 학생들은 해외 거주 경험이 있거나 해외에서 공부하였던 한국인 학생이었으나, 점점 비한국인 학생들의 숫자가 늘어나고 있다. 현재 약 300명 순수 외국인 학생들이 등록되어 있다. UIC는 영어로 모든 수업이 진행되는 한국의 유일한 4년제 학부이기 때문에, 성공적으로 해외의 비한국인 학생들에게 매력적으로 다가갈 수 있었다. 그리고 그들을 포함한 학생들이 국제적, 다문화적인 학생 공동체를 만들어나가고 있다. 이러한 UIC의 문화적 다양성은 대한민국 학부에서 유일하게 볼 수 있는 현상중의 하나이다.
더불어, 2014년부터 국제대 학제개편으로 인하여 자유전공이 2016년에 완전폐지됨에 따라 2016년에는 총 국내정원 인원이 424 명로 증원 되었으며. UIC는 연세대 내에 2000명 이상 규모의 단과대가 되었으며, 공대 다음으로 가장 큰 학사단위가 되었다. 연세대학교 신촌캠퍼스 입학정원 3,372명 중, 약 12.5%가 국제대 학생이다. 정원외 100명 이상의 외국인과 재외국민 학생들을 포함하면 연세대학교 전체 학부 입학생중 14% 이상이 UIC 학생이라는 셈이다.
교수진은 전임 외국인 교수들과 영어 구사가 자유로운 연세대학교의 한국인 교수들로 이루어져 있다. 현재 약 50명의 외국인과 한국인 교수들이 UIC 전임 정년교수로써 세계사, 세계문학, 비판적 사고, 연구법과 창의적 글쓰기와 각종 강의를 하고 있으며, 다양한 전공의 백명 이상의 한국인 교수들이 가담하고 있다. 연세대학교는 향후 외국인 교수를 더 선임하여 UIC 공통 강좌 및 전공 과목을 개설하고 보강할 예정이다. 2025년 현재 UIC의 학장은 상경대학 경제학부 이두원 교수이다.
유명한 교수들이 정기적으로 방문교수로서 참여하고 있으며, 노벨상 수상자 Kurt Wüthrich, Chang-Rae Lee 이창래를 비롯한 세계적인 교수들이 UIC에서 2주 가량의 집중 단기 교육과정을 맡기도 했다.
언더우드국제대학 교육과정의 핵심은 Common Curriculum이라고 명명된 인문학 중심 교과과정이다. 2006년에 설립된 언더우드국제학부 Common Curriculum의 가장 큰 특징은 전임 정년교원이 외국인 교수로 구성되었으며 영어로 진행된다는 것이었다. 최초 임용된 교수 6명 모두 외국인이었으며 2015년까지 임용된 Common Curriculum 30명 이상의 교원들은 대다수가 전임 정년교원이며 외국인이다.

## 학생회
UIC가 창립된 2006년부터 매년 선거를 통해 단과대 학생회장단이 선출되었으며 2011년 말에 진행된 7대 학생회 선거에서는 출마 선본(선거운동본부)이 3개였을만큼 학생들의 참여가 활발하였다. 그러나 총학생회를 비롯한 학생사회에 대한 관심이 적어지면서 2017년부터 2018년 12월 현재까지는 비상대책위원회 체계로 운영되고 있다.
| 순서   | 임기                     | 선본명        | 회장                                 | 부회장                       | 주요 이행 사업 | 임기 내 주요 사건                           | 기타 |
| ------ | ------------------------ | ------------- | ------------------------------------ | ---------------------------- | --- | ------------------------------------------- | --- |
| 1대    | 2006년 3월 ~2006년 11월  |               |                                      |                              | |                                             | |
| 2대    | 2006년 12월 ~2007년 11월 |               |                                      |                              | |                                             | |
| 3대    | 2007년 12월 ~2008년 11월 | <FUㅈION>     | 이신향(PSIR 07) Susie Shinhyang Lee) |                              | - 온라인 사이트 제작(커뮤니티 '연세클럽' 활용) - UIC 전용 라운지 조성 - 일일호프 행사 - 공식 행사명 번역 지원 문제 해결 - 48시간 이내 문의사항 답변 시스템(이메일) |                                             | |
| 4대    | 2008년 12월 ~2009년 11월 | <Root>        | 김동혜(PSIR 08) Donghye Kim          | 구자연(IS 08) Jayeon Koo     | - UIC 지도교수 시스템 활성화 - 취업진로센터(CDC)-학생 중계 - 새천년관 내 UIC 과방 마련 - 외국학생복지 담당부서(International Affair) 설치 | - 송도 이전 문제 발생, 교과부에 탄원서 제출 | 단독 출마, 유권자 433명 중 229명 찬성으로 당선 |
| 5대    | 2009년 12월 ~2010년 11월 | <The Answer>  | 박한결(ECON 07) Kevin Hankyul Park   | 김수정(ECON 08) Soojung Kim  | - 등록금 동결 - 외국인 학생 OT 추진 - 멘토링 제도 실시 - 필요물품 대여사업 |                                             | 3개 선본 출마 출마상대선본 : <U>정후보:김중민(UIC 09), 부후보:김아영(UIC 09), <ENVISION>정부호:안수빈(UIC 09), 부후보:이한검(UIC 09)                                                                   |
| 6대    | 2010년 12월 ~2011년 11월 | <The Synergy> | 최신태(PSIR 09) Alan Shintae Choi    | 이한검(IS 09) Max Hankum Lee | - UIC 뉴스레터 격주 발간 - 외국인학생 권리보장을 위한 학생회 내 외국인학생 quota 설정 - 단과대 축제 'U&I Festival' 개최 - 단과대 총MT+가을학기 외국인학생 새터 통합 진행 - 과대표 역할 강화 - 외국인학생-한국인학생, 학생회-학생, 국제캠-신촌캠 소통 강화 - 새천년관, 신학관 내 학생회 게시판 설치 - 동문 네트워크 확충 | - 아시아학부 신설 논의                      | 2개 선본 출마 출마상대선본 : <Together, we can!>정후보:안수빈(PSIR 09), 부후보:김은철(IS 09) 유권자 429명 중 256명 투표(투표율 59.6%), <쏟 Synergy> 132표, <Together, we can!> 101표 득표, 무효표 23표 |
| 비대위 | 2011년 12월 ~2012년 3월  |               | 비대위원장 : 위민복(ECON 10)         |                              | |                                             | |
| 7대    | 2012년 4월 ~2012년 11월  |               |                                      |                              | |                                             | |
| 8대    | 2012년 12월 ~2013년 11월 |               |                                      |                              | |                                             | |
| 9대    | 2013년 12월 ~2014년 11월 |               |                                      |                              | |                                             | |

## 학생 활동
- Cultural Arts and Theatre Society(CATS)는 2007년에 UIC 학생들의 예술에 대한 열정을 표현하고자 하는 포럼으로써 설립되었다. 매 학기마다 CATS는 The Lab이라는 문학 잡지를 출간하는데, 픽션, 논픽션, 시, 예술 및 사진으로 구성되어 있다. 모든 활동은 학생들에 의하여 진행되며, 현재까지 10판이 간행되었다. CATS는 Literary Art Salon을 통해 매 학기 말마다 영상제에 참여한다. 학생들은 다음 사이트에서 창의적 글쓰기와 시각예술에 대한 활동을 공유한다. (Blog: https://web.archive.org/web/20160315094247/http://catsliterature.tumblr.com/)
- Underwood Law Society(ULS)는 UIC의 공식 법학회이다. (https://yonseiuiclawreview.wordpress.com/ 보관됨 2017-02-23 - 웨이백 머신)
- The Haze는 UIC의 농구팀으로, 학교간 대회를 포함한 교내외 활동에 참여한다.
- Underwood United는 UIC의 공식 축구팀이다.
- Yonsei Underwood Union (YUU) 은 UIC의 토론 클럽이다.
- Underwood Vision Ensemble는 UIC의 공식 오케스트라 동아리이다.
- Underwood Stock and Equity Trading 은 UIC의 주식투자 학회이다. (https://web.archive.org/web/20180818132743/https://www.underwoodinvestment.com/)
- ISEAS는 UIC의 공학학회이다.
- The UIC Scribe는 UIC의 공식 신문사이다.
- Social Innovation Creator's Academia는 국내 유일 UIC 베이스 사회 혁신 학회이다
- NODAJI (formerly known as, No Dodge)는 밴드로서, 2007년 5월 11일에 데뷔 무대를 가졌다. 노다지는 락 음악 밴드이지만 때때로 다른 장르의 노래(발라드 등)을 연주하기도 한다. 현재 20명의 멤버가 등록되어 있지만 모든 멤버가 동시에 활동하지는 않는다. 지금까지 Muse, Yellowcard, 체리필터 등의 노래를 연주하였다.
- Underwood Global Community는 UIC의 국제 학생 클럽으로, UIC와 연세대학교에 등록된 외국인 학생들을 위한 단체이다. 이들의 목적은 활기찬 글로벌 커뮤니티를 UIC 내에 만들어 다양한 국가와 문화적 배경을 가진 학생들이 서로를 이해하고 그들의 문화를 교류할 수 있는 기회를 제공하며, UIC의 외국인 학생들의 적응을 돕고 그들의 관심사를 반영하는 것이다.

UIC의 동아리들 뿐만 아니라 연세대학교 내 많은 동아리에서 학생들이 참여하고 있다.